# Cynophalla amplissima
Cynophalla amplissima är en kaprisväxtart som först beskrevs av Jean-Baptiste de Lamarck, och fick sitt nu gällande namn av Hugh Hellmut Iltis och Cornejo. Cynophalla amplissima ingår i släktet Cynophalla, och familjen kaprisväxter. Inga underarter finns listade i Catalogue of Life.